# Atrax robustus
Atrax robustus (лат.) — вид пауков из семейства Hexathelidae, обитающий в Австралии. Единственный представитель рода Atrax. Один из немногих видов пауков, которые могут причинить серьёзный вред здоровью человека, вплоть до летального исхода.

## Описание
Длина тела пауков составляет от 1 до 5 см. Окраска тела варьирует от иссиня-чёрного до чёрного или коричневого цвета.

## Распространение
Обитает только в Новом Южном Уэльсе. Встречается южнее реки Хантер, восточнее Голубых гор и в окрестностях Сиднея.

## Образ жизни
Паук устраивает свои ловчие сети в форме воронки во влажных, прохладных местах, а также в домах. Питается исключительно крупными насекомыми и другими пауками. 

## Укусы
При определённых обстоятельствах укус A. robustus может оказаться для человека смертельным. С 1927 по 1981 год от укусов умерли 13 человек. С 1981 года в распоряжении врачей имеется противоядие и с тех пор не сообщалось ни об одном случае смерти. Ядовитое действие оказывает, прежде всего, белок под названием дельта-атракотоксин, который действует непосредственно на нервную систему человека. Яд опасен, прежде всего, для человека и вообще приматов, в то время как на других млекопитающих, таких как собака или кошка, он не действует. Противоядие получают из яда паука. Для получения одной дозы противоядия паука необходимо «подоить» примерно 70 раз.